# خورخه آلماگر (بازیکن فوتبال)
خورخه آلماگر (انگلیسی: Jorge Almaguer؛ زادهٔ ۲۱ سپتامبر ۲۰۰۰) بازیکن فوتبال اهل ایالات متحده آمریکا است که در حال حاضر برای فروو در پست هافبک بازی می‌کند.